# Cheilotrichia (Cheilotrichia) vagans
Cheilotrichia (Cheilotrichia) vagans is een tweevleugelige uit de familie steltmuggen (Limoniidae). De soort komt voor in het Palearctisch gebied.